# فناوری شناساگریزی

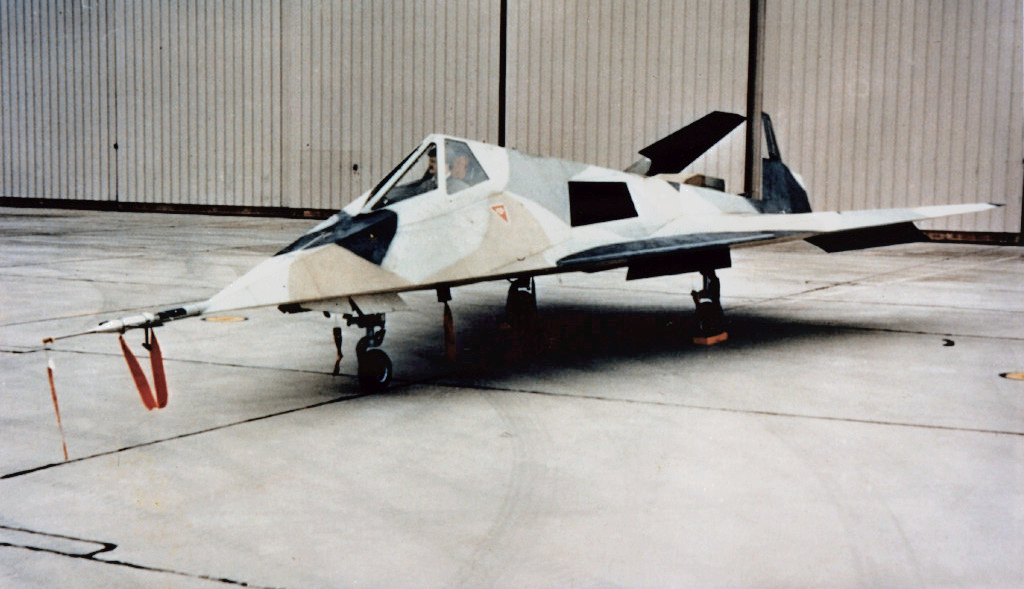
لاکهید هو بلو؛ از نخستین هواگردهای پنهان‌کار آزمایشی

فناوری شناساگریزی(به انگلیسی: Stealth technology) یا فناوری پنهان‌کاری، زیرشاخه‌ای از تاکتیک‌های نظامی و پادکارهای الکترونیکی فعال یا غیرفعال است که شامل گستره‌ای از روش‌های کاربردی برای هرچه کمتر دیده شدن سربازان، هواگردها، کشتی‌ها، زیردریایی‌ها، موشک‌ها، ماهواره‌ها و خودروها در برابر رادار، جستجوگر فروسرخ، سونار و دیگر روش‌های تشخیص می‌شود.
گاهی از واژه رادارگریزی به‌جای شناساگریزی استفاده می‌شود؛ البته باید توجه داشت که رادارگریزی (کاهش انتشار و بازتاب امواج راداری) یکی از ویژگی‌های فناوری شناساگریزی است، اما برای کاهش احتمال شناسایی، کاهش بازتاب حرارتی، صوتی و بصری هم لازم است.
توسعه فناوری‌های شناساگریزی نوین در آمریکا در سال ۱۹۵۸ آغاز شد؛ هنگامی‌که تلاش‌های قبلی برای پنهان کردن هواپیماهای جاسوسی یو-۲ از رادارهای شوروی در دوران جنگ سرد شکست خورد. هدف این بود که شکل خاصی برای هواپیماها طراحی کنند تا با دور کردن امواج از مسیر رادار، تشخیص هواگرد را دشوار کند. مواد جاذب رادار هم برای کاهش یا جلوگیری از انعکاس امواج رادار از سطح هواپیما ساخته و آزمایش شدند. چنین تغییراتی در شکل و ترکیب سطح (بدنه)، به فناوری پنهان‌کاری امروزی در بمب‌افکن شناساگریز نورثروپ گرومن بی-۲ اسپیریت منجر شد.
مفهوم پنهان‌کاری عبارت است از عملیات یا مخفی شدن در حالی که دشمن هیچ نشانه‌ای از حضور نیروهای دوست نیابد. این مفهوم ابتدا با استتار مطرح شد تا ظاهر یک شئ و پس‌زمینه بصری ترکیب شوند. با بهبود فناوری‌های کشف و رهگیری (مانند رادار، جستجو و ردیابی فروسرخ و موشک سطح‌به‌هوا)، طراحی و عملکرد جنگجویان و جنگ‌افزارها نیز تغییر کرده‌است. برخی از یونیفرم‌های نظامی به‌کمک مواد شیمیایی، رد فروسرخ‌شان کاهش یافته‌است. یک وسیله نقلیه شناساگریز مدرن از ابتدا به‌گونه‌ای طراحی می‌شود که امضای طیفی کنترل‌شده داشته باشد. درجه پنهان‌کاری در هر طرح معین، با توجه به تهدیدات پیش‌بینی‌شده انتخاب می‌شود.

## تاریخچه
استتار برای شکار کردن یا شکار نشدن، به پیش از بشریت بازمی‌گردد و شکارچیان حتی انسان‌ها، برای شکار به‌کمک پوشش گیاهی پنهان می‌شدند. تاریخ نخستین کاربرد استتار در جنگ مشخص نیست. سون تزو در کتاب هنر رزم (سده پنجم پیش از میلاد) و فرونتینوس در اثر «استراتژماتا» (سده یکم میلادی) برخی روش‌های پنهان‌سازی بصری در جنگ را نگاشته‌اند.

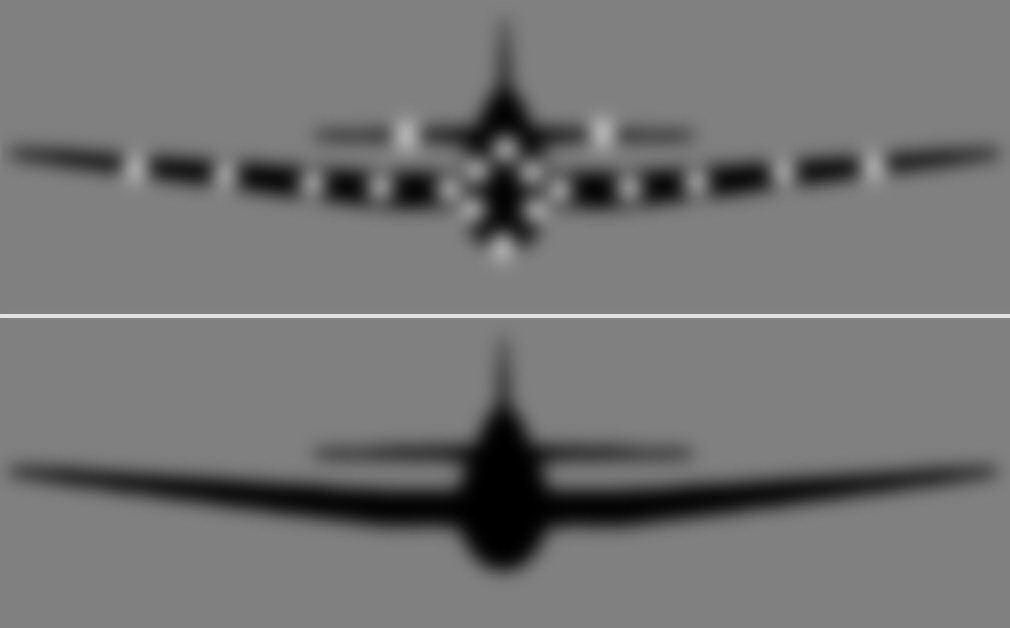
نمونه اولیه چراغ‌های یِهودی (Yehudi lights) روشنایی متوسط «گرومن تی‌بی‌اف اونجر» را از یک شکل تاریک به همان آسمان افزایش داد.

در طول جنگ جهانی اول، آلمانی‌ها برای افزایش استتار هواپیمای نظامی؛ به‌کمک سلون (سلولز استات) یک ماده پوششی شفاف را آزمایش کردند. هواپیمای تک‌باله جنگنده فوکر ای.۳، هواپیمای دوباله شناسایی آلباتروس سی۱ و نمونه اولیه بمب‌افکن سنگین لینک‌هافمن آر.آی، مجموعاً ۳ فروند، با سلون پوشانده شدند. اما ثابت شد که این روش ناکارامد است و حتی نتیجه معکوس داشت؛ زیرا بازتاب نور خورشید از پوشش باعث می‌شد، هواپیما حتی بیشتر دیده شود. همچنین مشخص شد که مواد (سلون) به‌سرعت در اثر نور خورشید و تغییرات دمایی حین پرواز تجزیه می‌شوند، بنابراین تلاش برای ساخت هواپیمای شفاف ادامه پیدا نکرد.
در سال ۱۹۱۶، انگلیسی‌ها یک کشتی هوایی کوچک کلاس اس‌اس را برای شناسایی هوایی شبانه بر فراز خطوط آلمان در جبهه غربی تغییر دادند. این هواگرد با موتور خاموش و کیسه هوای سیاه، از روی زمین اصلاً دیده نمی‌شد، اما از چندین پرواز شبانه، اطلاعات مفید کمی به‌دست آمد و این طرح کنار گذاشته شد.
استتار نور پراکنده، شکلی از استتار ضد نور در کشتی بود که در سال‌های ۱۹۴۱ تا ۱۹۴۳ توسط نیروی دریایی سلطنتی کانادا آزمایش شد. آمریکایی‌ها و انگلیسی‌ها این مفهوم را برای هواگرد دنبال کردند: در سال ۱۹۴۵ یک گرومن تی‌بی‌اف اونجر با چراغ‌های یهودی بدون دیده شدن تا ۳٬۰۰۰ یارد (۲٬۷۰۰ متر) به یک کشتی نزدیک شد. با ظهور رادار این طرح منسوخ شد.
خاشه در اوایل جنگ جهانی دوم در بریتانیا و آلمان، به‌عنوان وسیله‌ای برای پنهان کردن هواگرد از رادار اختراع شد. در واقع، کاربرد خاشه مقابل امواج رادیویی مانند صفحه دود در برابر نور مرئی است.
زیردریایی یو-۴۸۰ آلمانی احتمالاً اولین زیردریایی پنهان‌کار بوده‌است. این زیردریایی یک پوشش صوت‌گیر لاستیکی داشت که شامل یک لایه با حفره‌های دایره‌ای هوا برای مقابله با سونار ASDIC بود. در جنگ جهانی دوم کریگس‌مارینه در زیردریایی‌ها از رنگ‌ها و مواد جاذب رادار استفاده کرد. آزمایش‌ها نشان داد که آنها در کاهش امضای راداری در هر دو طول موج کوتاه (سانتی‌متری) و بلند (۱/۵ متر) مؤثر بودند.
در سال ۱۹۵۶، سازمان اطلاعات مرکزی آمریکا تلاش‌هایی را برای کاهش سطح مقطع راداری هواپیمای جاسوسی یو-۲ آغاز کرد. سه زوش توسعه داده شد؛ ۱. Trapeze، مجموعه‌ای شامل سیم و دانه‌های فریت پیرامون بدنه هواپیما، ۲. یک ماده پوششی به‌همراه مدار برد الکترونیکی تعبیه‌شده در آن، ۳. رنگ جاذب رادار. هر سه روش روی هواگردها اجرا شدند، اما نتایج ناامیدکننده بود، افزایش وزن و مقاومت هوا در برابر کاهش نرخ تشخیص، اصلاً چشمگیر نبود. استفاده از رنگ استتار روی هواپیمای فلزی اولیه، موفقیت‌آمیزتر بود؛ به‌گونه‌ای که رنگ آبی تیره موثرترین بود.
در سال ۱۹۵۸، سازمان سیا برای یک هواپیمای شناسایی درخواست بودجه کرد که جایگزین هواپیماهای جاسوسی یو-۲ موجود شود که لاکهید حقوق قراردادی برای تولید آن را تضمین کرد. کلی جانسون و گروهش در اسکانک ورکسِ لاکهید برای تولید ای-۱۲ (یا OXCART) مأمور شدند که در ارتفاع بالای ۷۰۰۰۰ تا ۸۰۰۰۰ پایی و سرعت ۳٫۲ ماخ پرواز می‌کرد تا رادار آن را تشخیص ندهد. شکل‌های مختلف هواپیما برای کاهش تشخیص رادار در نمونه‌های اولیه، با نام‌های ای-۱ تا ای-۱۱ توسعه داده شد. ای-۱۲ شامل چند ویژگی پنهان‌کاری از جمله سوخت ویژه برای کاهش امضای راداری بخش اگزوز، تثبیت‌کننده‌های عمودی متحرک، به‌کارگیری مواد کامپوزیت در بخش‌های کلیدی و پوشش کلی رنگ جاذب رادار بود.

## اقدامات مخدوش کردن رادار و محدودیت‌ها

### رادار با فرکانس پایین
شکل‌گیری مزایای دیده شدن بسیار کم، دربرابر رادار با فرکانس پایین مطرح می‌شود. اگر طول موج رادار تقریباً دو برابر اندازه هدف باشد، اثر رزونانس نیم موج می‌تواند بازده قابل توجهی را تولید کند. با این حال، رادار کم فرکانس توسط عدم وجود فرکانس‌های موجود (بسیاری از آن‌ها به شدت توسط سیستم‌های دیگر استفاده می‌شود) محدود می‌شود، به علت عدم صحت سیستم‌های پراکندگی محدود به طول موج‌های طولانی و اندازه رادار و حمل و نقل دشوار است. یک رادار طولانی مدت می‌تواند یک هدف را شناسایی و تقریباً آن را پیدا کند، اما اطلاعات کافی برای شناسایی آن، هدف قرار دادن آن با سلاح‌ها یا حتی هدایت یک جنگنده به سمت آن را نمی‌دهد. سر و صدا مشکل دیگری است، اما می‌تواند با استفاده از فناوری رایانه‌های مدرن به‌طور مؤثری حل شود. رادار چینی "Nantsin" و بسیاری از رادارهای قدیمی شوروی ساخته شده توسط آن‌ها با استفاده از رایانه‌های مدرن اصلاح شده‌اند.

## کاهش سطح مقطع رادار
تقریباً از زمان اختراع رادار، روش‌های مختلفی برای به حداقل رساندن تشخیص تلاش شده‌است. توسعه سریع رادار در طول جنگ جهانی دوم منجر به توسعه سریع اقدامات مقابله با رادار در این دوره شد. یک نمونه قابل توجه از این استفاده از چف بود. روش‌های مدرن شامل مسدود کردن رادار و فریب دادن است.
اصطلاح "stealth" در ارتباط با کاهش هواپیماهای رادار، در اواخر دههٔ هشتاد، زمانی که جنگنده لاکهید اف-۱۱۷ نایت‌هاوک به‌طور گسترده شناخته شد، محبوب شد. نخستین استفاده گسترده از اف-۱۱۷ در سال ۱۹۹۱ در جنگ خلیج فارس بود. با این حال، اولین کاربرد رزمی اف-۱۱۷ای در حمله ایالات متحده به پاناما در سال ۱۹۸۹ بود. افزایش آگاهی از وسایل نقلیه خاموش و فناوری‌های پشت سر آن‌ها موجب توسعه ابزارهایی برای شناسایی وسایل نقلیه خنثی مانند رادارهای غیرفعال و رادارهای با فرکانس پایین می‌شود. با این وجود، بسیاری از کشورها همچنان به توسعه وسیله نقلیه کم RCS ادامه می‌دهند، زیرا آن‌ها مزایایی را در کاهش دامنه تشخیص ارائه می‌دهند و اثربخشی سیستم‌های برقی را در مقابل تهدیدات رادار محلی فعال می‌کند.

## هواپیما
امکان طراحی هواپیماهایی با منظور کاهش سطح دید رادار، در اواخر دهه ۱۹۳۰، زمانی که اولین سیستم ردیابی رادار استفاده شد، شناخته شده‌است و حداقل از زمان دهه ۱۹۶۰ شناخته شده که شکل هواپیما تفاوت قابل توجهی دارد. در تشخیص Avro Vulcan، یک بمب افکن بریتانیا در دهه ۱۹۶۰، به رغم اندازه بزرگ آن، قابلیت کم دیده شدن بسیار بالایی در رادار داشت و به‌طور کلی از صفحه نمایش رادار کاملاً ناپدید می‌شد. در حال حاضر فهمیده شده‌است که آن را به صورت تصادفی مخفیانه جدا از عنصر عمودی دم ساخته‌اند. علی‌رغم اینکه قبل از یک مقطع رادار کوچک (RCS) و دیگر عوامل، رادارگریز طراحی شده‌بود، یک یادداشت تأسیسات تکنیکی هواپیمایی سلطنتی در ۱۹۵۷ اعلام کرد که از همه هواپیماهای مورد مطالعه تا کنون، Vulcan به نظر می‌رسد با توجه به شکل آن ساده‌ترین و یک شیء اکولوژیک رادار است: تنها یک یا دو جزء که به‌طور قابل توجهی به اکو در هر جنبه‌ای کمک می‌کنند، در مقایسه با سه یا بیشتر در اکثر انواع دیگر آن. در هنگام نوشتن دربارهٔ سیستم‌های رادار، نویسندگان سیمون کینگزلی و Shaun Quegan، شکل وی را به عنوان اقدام به کاهش RCS انتخاب کردند. در مقابل، روسیه توپولف ۹۵ بمب افکن دوربرد (گزارش ناتو) در رادار ظاهر شد. در حال حاضر شناخته شده‌است که پروانه‌ها و تیغه‌های توربین جت یک تصویر رادار با نور را تولید می‌کنند؛ یکی دیگر از عوامل مهم ساخت این‌ها داخلی است. برخی از هواپیماهای خاموش، پوستی دارند که رادار شفاف است یا موج رادار را جذب می‌کند، پشت سر این سازه مثلث باز پسگیری نامیده می‌شود. امواج رادار در حال نفوذ به پوست در این ساختارها به دام افتاده‌اند و تماماً در حال انعکاس و هدر رفت انرژی در پوسته داخلی هستند. این روش برای اولین بار در سری A-12/YF-12A/Lockheed SR-71 Blackbird
به‌کار رفته‌است.

## فهرست هواگردها
هواگرد شناساگریز

## فهرست کشتی‌ها
یواس‌اس زاموالت (دی‌دی‌جی-۱۰۰۰)